# Walter Lippmann
Walter Lippmann   (Nova York, 23 de setembre de 1889 - Nova York, 14 de desembre de 1974) va ser un escriptor estatunidenc, periodista, comentarista polític i una figura clau en l'organització i l'estudi de l'opinió pública del segle xx. També, va ser l'artífex del terme estereotip, molt recurrent en la psicologia moderna. Crític dels mitjans i la democràcia a la seva columna del diari i en gran quantitat de llibres, especialment Public Opinion.
Lippmann era també un autor notable pel Consell de Relacions Exteriors, fins que va tenir un romanç amb la dona de l'editor Hamilton Fish Armstrong, situació que va portar a l'enfrontament entre els dos homes. D'altra banda, Lippmann també va tenir un paper notable a The Inquiry, el consell assessor que va establir el president dels Estats Units Woodrow Wilson després de la Primera Guerra Mundial, ja que n'era el director d'investigació.
Els seus punts de vista sobre el paper del periodisme en una democràcia es van contrastar amb els escrits contemporanis de John Dewey en el que s'ha anomenat de manera retrospectiva el debat Lippmann-Dewey. Lippmann va guanyar dos premis Pulitzer, un per la columna "Today and Tomorrow" ("Avui i demà"), sindicada en diversos diaris, i una altra per l'entrevista del 1961 a Nikita Khrusxov.
Després de deixar el càrrec a l'oficina del Secretari de Comerç Henry A. Wallace el setembre de 1946, Lippmann va esdevenir un defensor públic de la idea de respectar una esfera d'influència soviètica a Europa, a diferència de l'estratègia de contenció que propugnava en el seu moment George F. Kennan.
Lippmann va ser assessor informal de diversos presidents. El 14 de setembre de 1964, el president Lyndon Johnson va lliurar a Lippmann la Medalla Presidencial de la Llibertat. Més tard es va barallar amb Johnson per les crítiques de la guerra del Vietnam que feia Lippmann, que s'havia tornat molt crític.
Lippmann va morir a la ciutat de Nova York.

## Introducció a l'obra
Per a comprendre l'abast i la importància de la seva obra cal conèixer el context sociopolític que va funcionar com a cultiu per a les teories de la comunicació de Lippmann i també altres autors coetanis que varen formar part del grup de pioners en l'estudi i anàlisi de la societat postmoderna com Lasswell o Niklas Luhmann. A continuació s'enumeren diferents factors determinants:
- el paper de la propaganda durant la I Guerra Mundial
- naturalesa de la societat estatunidenca
- comunicació de masses
- societat de masses
- urbanització
- migració europea
- avenços industrials i tecnològics
- el cinema i el poder de les imatges
- capitalisme
- publicitat

Lippmann fou sens dubte el periodista més famós i poderós dels EUA en la dècada del 1920.
Tècnicament, Lippmann era un liberal en la mesura que estava a favor del capitalisme de mercat i era un ferm defensor dels drets i llibertat individuals. No obstant això, el seu famós article «The World Outside and the Pictures in Our Heads» avui es pot interpretar com un document conservador pel seu punt de vista sobre el públic de masses i el paper dels mitjans vers aquest. Tanmateix, es pot localitzar Lippmann en una línia de pensadors tecnocràtics, que defensaven que els experts en tecnologia i ciència són les úniques persones qualificades i adequades per a governar davant de les masses que no estan capacitades per a aquesta tasca.
A Lippmann li devem l'ús de la frase “fabricació de consens”, del qual sorgeix el llibre del mateix nom de Noam Chomsky i Edward Herman. En la idea de “fabricació de consens”, vegeu Lippmann en les seves pròpies paraules (p. 187-8. Public Opinion, 1922): “La fabricació del consentiment no és un nou art. És un art antic que se suposava mort amb la desaparició de la democràcia. Però no ha mort. Ha estat, de fet, millorat en gran manera en la tècnica, perquè ara es basa en l'anàlisi i no en la regla d'or. I així, com a resultat de la investigació psicològica, juntament amb els mitjans moderns de comunicació, la pràctica de la democràcia ha fet un tomb.” 
Public Opinion (1922) de Walter Lippmann comença amb 'el món exterior i les imatges en els nostres caps', el capítol on va introduir la seva concepció de l'"estereotip". Explica com es forma i manipula l'opinió pública i en qui confiem com a "autèntic missatger" o “gatekeeper”, els que es dediquen a escollir la informació i de quina manera transmetre-la al públic. Lippmann també va tractar d'explicar com es creen les imatges en la ment de les persones; una simplificació de la seva teoria és que vivim en mons de segona mà. Això és degut, segons Lippmann, al fet que som conscients de molt més del que hem experimentat personalment en la nostra pròpia experiència gràcies al coneixement indirecte. Lippmann afirmava que l'única sensació que qualsevol persona pot tenir sobre un succés que no ha experimentat és el sentiment suscitat per la seva pròpia imatge mental d'aquest succés. 

### La idea de democràcia
Aquesta idea, sorgida del model de premsa del segle xviii, defensava que l'opinió pública s'ha d'expressar periòdicament mitjançant eleccions amb una pressió constant cap als dirigents. A més, una potent cultura periodística lliure hauria d'ajudar a cultivar opinions i al raonament de l'opinió pública. Lippmann, però, creia que no era possible i hi estava en contra:
- Public Opinion (1922): Lippmann va anomenar les masses com la “gran bèstia” i un “ramat desconcertat” que necessita el guiatge d'una classe governant.
- Phantom Public (1925): “L'individu no té opinió dels assumptes públics... No em puc imaginar el que vaticinen alguns demòcrates místics, que pensen que la composició de les ignoràncies individuals en les masses pot produir una força directriu contínua en els assumptes públics.”

## El llibrePublic Opinion(1922)
El llibre de Lippmann tracta de la manera com es forma i s'ajusta l'opinió pública. Argumenta que la massa no pot portar les regnes de la política, ja que és fora del seu abast per manca d'informació, que prové dels mitjans.
Ell creia que els principals factors que limiten el nostre accés als fets, fins i tot abans que s'hagi fet algun intent de manipular-los, podria relacionar-se amb aquests punts febles: 
- Censura
- Contacte social limitat
- Temps diari escàs per a atendre els afers públics.
- La distorsió produïda pel fet que els esdeveniments han de ser comprimits en missatges molt curts.
- L'ús d'un vocabulari reduït i insuficient per a descriure un món complex.
- La por a enfrontar-se als fets que semblen amenaçar la rutina establerta de les nostres vides.

Aquest conjunt de missatges del món exterior es veu afectada pels nostre magatzem de memòria on desem imatges i records. Aquests inclouen idees preconcebudes i prejudicis que interpreten la realitat i que conformen la nostra pròpia visió del món. Aquests missatges limitats o estereotips ens ajuden a identificar el que ens envolta segons els nostres propis interessos i les nostres idees. En conjunt, aquests dictàmens es cristal·litzen en el que Lippmann anomenava l'opinió pública: el que es refereix a una voluntat nacional, una ment de grup orientada cap a un fi social.

### Capítol I. "The World Outside and the Pictures in Our Heads"
Explica les diferències entre el món i les realitats que percebem i a partir de les quals actuem en conseqüència. La majoria del coneixement sobre l'entorn on vivim ens impacta de manera indirecta però qualsevol imatge que creiem certa és tractada com si fos l'entorn en si mateix, real. Lippmann va escriure el llibre poc després de la Primera Guerra Mundial. Sostenia que hi havia una crisi en la democràcia liberal, ja que aquesta es basa en la idea que la democràcia funciona millor amb la combinació espontània dels interessos individuals –en el xoc de les parts, l'interès, la participació del públic, etc. Creia que era una teoria incorrecta i perillosa.
La raó d'aquest error i el perill era que les persones actuessin d'acord amb els seus punts de vista individuals del món i la manera com funciona. Així que si agaféssim x nombre de persones amb x "nombre d'imatges al seu cap" (o visions del món), tindríem la recepta per a una increïble confusió i paràlisi social.
La nostra experiència immediata és molt limitada i, per tant, ens basem en els mitjans de comunicació per donar sentit al gran i complex món. Doncs, els mitjans poden crear un "pseudoentorn" que s'interposa entre jo i el món que permet a la gent de donar un sentit al que passa al seu voltant. No obstant això, des que el pseudoentorn dels mitjans mou la gent a realitzar unes accions o unes altres, és crucial que la mediació es faci adequadament.
"... La inserció entre l'home i l'entorn per part del pseudoentorn. Per a aquest pseudoentorn el comportament és una resposta. Però com que és el comportament, les conseqüències, si són actes, no operen en el pseudoentorn on el comportament és estimulat si no en l'entorn real on opera l'acció ". (P. 10)
D'altra banda, explica que la majoria del nostre coneixement es construeix a través de ficció i símbols i que és important per dos motius: L'existència d'un ordre social i la comunicació humana. Cada individu tracta amb situacions que estan fora del seu enteniment i no comprèn. Lippmann observa com “l'únic sentiment que qualsevol pot tenir d'un esdeveniment no és l'experiència, sinó el sentiment suscitat per la imatge mental d'aquest”.
Sovint responem més poderosament a la ficció que a la realitat. Així mateix, nosaltres ajudem a crear aquesta realitat fictícia. En cada cas, l'individu ha conformat, entre la seva percepció i l'entorn, un pseudoentorn a partir del qual comprèn el món i on la propaganda és un reforç per alterar las imatges a les que responem.
«La guerra dels mons» d'Orson Welles és un clar exemple de la manera com un programa radiofònic fictici impacta en la població estatunidenca generant un pseudoentorn que va portar a la histèria als que se'l van prendre seriosament. A més, la resposta actitudinal i potser, els danys causats són les conseqüències fefaents que les tesis de Lippmann realment afecten la realitat i la modulen.
A banda de Lippmann, hi ha hagut altres autors que s'han referit a les percepcions de la realitat. Així, el filòsof Zenó (III A.C) va oferir una de les primeres explicacions de la manera com percebem la realitat fent servir l'analogia següent: Impressions, una mà oberta; assentiment, mà tancada; convicció, puny tancat i el coneixement, l'altra mà agafant el puny. Per tant, el coneixement és una mescla entre les impressions i conviccions. Zenó va influir en pensadors de la il·lustració del segle xviii com John Locke, George Berkeley i Étienne Condillac que van començar a creure que la percepció era el resultat de l'hàbit i no l'evidència immediata dels sentits. Sabien també que la memòria era una biblioteca de percepcions.
La polèmica conclusió política que Lippmann va treure del seu estudi va ser que el govern representatiu no pot treballar amb èxit, no importa quina sigui l'elecció, llevat que hi hagi una organització independent d'experts que prenguin les decisions. Lippmann va arribar a la conclusió que les opinions públiques s'han d'organitzar per als mitjans de comunicació perquè puguin estar en bon estat, no pels mitjans de comunicació, com sol ser el cas en l'actualitat. 

## Conceptes assignats
- Guerra freda: Lippmann va examinar les portades dels diaris i va veure molta informació inacurada i d'altres problemes. Ell i Charles Metz, l'any 1920 van fer un estudi titulat A Test of the News, analitzant les portades de The New York Times sobre la revolució bolxevic i van demostrar la manca d'informació veraç. Es deu la creació d'aquest terme fins a l'actualitat pel llibre de Lippmann “Cold war” l'any 1947.
- Pseudoentorn: Els mitjans ens representen la realitat. Representacions, esquemes mentals i imatges simbòliques sobre la realitat social fruit de l'experiència indirecta (dependència cognitiva + gatekeeper). No podem conèixer totes les realitats a través de l'experiència, així que tenim dependència cognitiva dels mitjans de comunicació. El mitjà fa de gatekeeper, és a dir, de seleccionador d'allò important.
- Ens diu com a individus som subjectes que quan actuem veiem i coneixem al món som subjectes. Li preocupa la relació dels subjectes amb el món. Cap individu pot ser objectiu, ja que té coneixements, prejudicis, punts de vista...
- Estereotip com a modalitat de percepció de la realitat. El periodista persuadeix les persones, però ho fa de manera no intencionada, ja que ho fa amb el seu punt de vista com a subjecte; tothom té una manera de veure les coses i ells també. Per tant, quan mirem el món el veiem condicionats pel estereotips. Els propagandistes són explícitament persuasius.

No podem emmagatzemar tots els detalls de la realitat, així que la simplifiquem. Tipifiquem les persones i les coses. Els estereotips són tipificacions que ja ens venen fetes i que s'extrapolen a una col·lectivitat. Són negatius i provenen de la cultura, la qual està influïda pels mitjans de comunicació.

## Premis
Va guanyar un Premi Pulitzer especial per al periodisme el 1958, citant "la saviesa, la percepció i l'alt sentit de responsabilitat amb què ha comentat durant molts anys els afers nacionals i internacionals." Quatre anys més tard va guanyar el Premi Pulitzer anual gràcies a l'entrevista de l'any 1961 al dirigent soviètic Nikita Khrusxov, com a reconeixement de la llarga i distingida contribució de Lippmann al periodisme esatunidenc."